# Bryony Page
Bryony Kate Frances Page (Crewe, 10 de dezembro de 1990) é uma ginasta britânica que compete em provas de trampolim, medalhista olímpica nos Jogos do Rio de Janeiro em 2016.

## Carreira
Page nasceu em Crewe, mas cresceu em Wrenbury, no noroeste da Inglaterra, onde começou a praticar o trampolim aos nove anos de idade. No início da sua carreira, lutou contra a perda da coordenação motora típica em atletas (yips) por dois anos, o que afetou sua confiança e desempenho, mas superou isso em 2010 com a ajuda de um treinador. Competiu em seu primeiro Campeonato Mundial em 2010, onde terminou em quarto lugar no evento individual. No mundial de 2011 fez parte do grupo que conquistou a medalha de prata na prova por equipes. No ano seguinte acabou perdendo os Jogos Olímpicos de 2012, em Londres, devido a doenças e problemas de lesões, mas ganhou a medalha de ouro individual na Copa do Mundo de 2012, em Sófia.
Ganhou três títulos consecutivos do Campeonato Britânico entre 2013 e 2015, e foi membro das equipes nacionais que ganharam o ouro no Campeonato Mundial de 2013 e no Campeonato Europeu de 2014 e 2016. Ela terminou em quinto lugar no evento individual do Campeonato Mundial de 2015.
Nos Jogos Olímpicos de 2016, no Rio de Janeiro, Page e sua companheira de equipe Kat Driscoll se tornaram as primeiras finalistas da Grã-Bretanha no trampolim, com Page se classificando na sétima posição. Durante a final, ela obteve uma pontuação de 56,040, o que a colocou na liderança, até que a então campeã Rosie MacLennan, do Canadá, marcou 56,465, deixando Page com a medalha de prata. Foi a primeira vez que um trampolinista britânico conquistou uma medalha olímpica.